# سجاد عبد الله
سجاد عبد الله محمود مواليد 4 مايو 2002، هو لاعب كرة قدم سعودي يلعب حالياً في نادي النور.